# Takasagovolva
Takasagovolva is een geslacht van weekdieren uit de klasse van de Gastropoda (slakken).

## Soorten
- Takasagovolva gigantea Azuma, 1974
- Takasagovolva honkakujiana (Kuroda, 1928)